# Old School RuneScape
Old School RuneScape é um jogo de RPG online multijogador (MMORPG) desenvolvido e publicado pela Jagex . O jogo foi lançado em 22 de fevereiro de 2013. Quando o Old School RuneScape foi lançado, ele era originalmente uma versão de agosto de 2007 do RuneScape . No entanto, desde então, recebeu melhorias no motor gráfico, novo conteúdo, e atualizações de qualidade de vida decididas, em grande parte, por enquetes no jogo. Apesar de ter uma equipe de desenvolvimento menor e um cronograma de atualização relativo mais lento, o Old School RuneScape tem uma base de jogadores maior do que o RuneScape novo. Uma versão móvel para Android e iOS foi lançada em outubro de 2018.

## Lançamento
Em resposta ao declínio da quantidade de jogadores, e à recepção negativa da atualização da versão original e então-atual do RuneScape,   o CEO da Jagex, Mark Gerhard, anunciou oficialmente uma pesquisa para a criação do Old School RuneScape em uma notícia de fevereiro de 2013 .  O artigo explicava que um backup de agosto de 2007 do RuneScape foi encontrado nos arquivos de backup da empresa. A empresa admitiu que o jogo mudou muito, e que o backup poderia ser usado para criar uma versão separada do jogo se os jogadores desejassem.  No artigo, a Jagex explicou os objetivos da enquete e o que cada chave numérica desbloquearia para a comunidade de jogadores. Em duas semanas, recebeu votos suficientes para o jogo ser lançado.  A contagem final de votos totais foi de 449.351, que ficou aquém do nível de recompensa em massa de 500.000. A Jagex, entretanto, incorporou três dos cinco incentivos do nível mais alto ao aprovar pesquisas baseadas em votos sobre todo o conteúdo, proteção de bot aprimorada e nenhuma taxa adicional para este modo de jogo. 
Old School RuneScape foi lançado para Microsoft Windows e macOS em 22 de fevereiro de 2013. Após o lançamento, o jogo só podia ser jogado para contas que tinham uma assinatura. A opção para não-membros jogarem nas áreas limitadas de free-to-play foi concedida em fevereiro de 2015.  Em contraste com o jogo original, o Old School RuneScape não oferece micro-transações e tem uma base de jogadores que se opõe fortemente a elas.  
Embora o Old School RuneScape  tenha uma pequena equipe de desenvolvedores em relação à versão mais nova do RuneScape, ele recebe patches regulares e novos conteúdos como um produto carro-chefe. A maioria das atualizações e mudanças passam por pesquisas de aprovação e podem ser votadas no jogo. As atualizações propostas são votadas pelos jogadores e só são implementadas se 70% dos jogadores pagantes as aceitarem.  Os resultados das pesquisas costumavam ser visíveis para todos antes de darem seus votos, mas depois de abril de 2019, os resultados das pesquisas passaram a ficar ocultos até a conclusão das pesquisas. 
Um cliente móvel do jogo para dispositivos Android e iOS foi lançado em 30 de outubro de 2018.  Em menos de duas semanas, ele se tornou o jogo móvel mais baixado em oito países diferentes, ultrapassando 1 milhão de downloads. 
Em outubro de 2020, após o lançamento de RuneScape 3 no Steam, foi anunciado que o Old School Runescape chegaria à plataforma em 2021.  O Old School RuneScape foi lançado no Steam em 24 de fevereiro de 2021. 

## Prêmios
O jogo foi nomeado para os prêmios "Heritage" e "Best Role-Playing Game" no The Independent Game Developers 'Association Awards de 2018 e de 2019,    e ganhou o prêmio de " EE Mobile Game of the Year"no 15º British Academy Games Awards .   Além disso, ganhou o prêmio de "Melhor Jogo para celular" no Develop: Star Awards, enquanto sua outra indicação foi de "Melhor Inovação".   Ele também foi nomeado para "Jogo do Ano" e "Melhor Operações ao Vivo" no Pocket Gamer Mobile Games Awards. 